# Philipp Breit
Philipp Breit (* 2. Juni 2003) ist ein österreichischer Fußballspieler.

## Karriere
Breit begann seine Karriere beim SK Tulbing. Zur Saison 2015/16 wechselte er zum SC Mauerbach. Zur Saison 2016/17 kehrte er wieder nach Tulbing zurück. Zur Saison 2017/18 kam er in die Jugend des SV Horn. Im Juni 2019 debütierte er für die Amateure der Horner in der sechstklassigen Gebietsliga. Mit Horn II stieg er zu Saisonende in die 1. Klasse ab. In der siebthöchsten Spielklasse kam er in der Saison 2019/20 einmal zum Einsatz.
Zur Saison 2020/21 rückte er in den Profikader der Niederösterreicher auf. Sein Debüt in der 2. Liga gab er im April 2021, als er am 26. Spieltag jener Saison gegen den Grazer AK in der 86. Minute für Daniel Owusu eingewechselt wurde. Bis Saisonende kam er zu zwei Zweitligaeinsätzen für die Horner. In der Saison 2021/22 kam er bis zur Winterpause zu drei Einsätzen für die Profis. Im Februar 2022 wechselte Breit nach Italien in die U-19 von SPAL Ferrara. Im Oktober 2022 stand er erstmals im Profikader SPALs. Sein Debüt in der Serie C gab er dann im März 2024.
Für SPAL absolvierte er drei Drittligapartien, ehe er im August 2024 an den Zweitligisten US Catanzaro 1929 verliehen wurde. Für Catanzaro kam er aber nie zum Einsatz. Zur Saison 2025/26 kehrte er nicht mehr zu SPAL zurück.